# Charles Melchior de Molènes
 (février 2009).
Charles Melchior de Molènes, né le 9 mars 1934 dans le 16e arrondissement de Paris et mort le 26 novembre 2011 dans 18e arrondissement, est un universitaire, écrivain et conférencier français.

## Biographie

### Études
Charles Marc Ernest Melchior de Molènes était le fils unique du banquier germano-juif Carl Melchior (1871-1933) et de l'écrivain français Marie de Molènes (1899-1985).
Après des études secondaires aux lycées Bertran-de-Born de Périgueux, Pasteur à Neuilly-sur-Seine et Louis-le-Grand à Paris, Charterhouse School en Grande-Bretagne, puis à la faculté de droit de Paris où il obtient sa licence en droit, il entre à l'Institut d'études politiques de Paris. Lauréat du concours général en histoire (1950), il sera admissible à l'École normale supérieure, et obtient un doctorat d'État en science politique en 1962.
Il étudiera également à l'étranger, à l'université de Fribourg[Laquelle ?], et au Salzburg seminar in American Studies.

### Carrière
De 1958 à 1961, Charles Melchior de Molènes est chargé de mission au ministère de l'Agriculture et aux cabinets des ministres Roger Houdet et Henri Rochereau, parallèlement à son activité de journaliste, collaborateur de nombreux périodiques français et étrangers, à partir de 1960.
- Chargé de recherche au conseil de l'Europe (1964),
- Chargé d'enseignement et de travaux dirigés aux facultés de droit de Paris et de Reims (1968)
- Conseiller municipal de Neuilly-sur-Seine (1965), délégué au Syndicat des communes de la banlieue de Paris pour les eaux (1965), administrateur de l'hôpital communal de Neuilly, administrateur (depuis 1966), premier vice-président (1969), président (1980) de l'Association philotechnique de Neuilly
- Sociétaire de la Société des gens de lettres (depuis 1969), du Pen Club (depuis 1973),
- Administrateur (depuis 1962) de l'Association des docteurs en science politique, administrateur (depuis 1959) et secrétaire général adjoint (depuis 1966) de l'Association des lauréats du concours général, administrateur d'un Centre d'études internationales (Cedimes) à l'université Paris II,
- Administrateur de l'association France-Tunisie, de l'association des Amis de Maurice Baumont, de l'association France-Chine
- Membre du comité directeur de la Ligue internationale contre le racisme
- Secrétaire général de l'Association des anciens élèves de Louis-le-Grand (1988)
- Vice-président (1972) puis président d'honneur (1991) de l'Association des anciens élèves du lycée Pasteur.

## Principales œuvres
- Un courant d'opinion aux États-Unis : le Mc Carthyisme (thèse de doctorat d'État en sciences politiques, 1962, no 4)[4]
- La carrière du président Kennedy et la vie politique américaine (1963) Éditions Cujas, Paris – Préface d'André Maurois, 596 p[5].
- L'Europe de Strasbourg Éditions Roudil, Paris, 1971

## Principales distinctions
Lauréat de la faculté de droit et des sciences économiques de Paris (1963), de l'Académie française (1964), de la Société des gens de lettres de l'Académie des sciences morales et politiques (1972), de l'Académie d'Alsace (1973), de l'Académie des lettres et des arts du Périgord (d) (1974).
Membre de la Société des Écrivains d'Alsace, de Lorraine et du Territoire de Belfort, de la Société Chateaubriand, de l'Association française de science politique, du Centre d'études de politique étrangère, de l'Académie de Neuilly, de l'Académie du Périgord, de l'Académie d'Alsace, des Amis de l'École normale supérieure, du Comité national de l'enfance, de la Société d'études staëliennes, du Cercle Édouard-Herriot, de la Société historique et littéraire polonaise, de la Société des études romantiques et du XIXe siècle, membre et administrateur (depuis 1994) de l'Académie des marches de l'Est.